# Dân Tiến, Khoái Châu
Dân Tiến là một xã thuộc huyện Khoái Châu, tỉnh Hưng Yên, Việt Nam.

## Địa lý
Xã Dân Tiến nằm ở phía đông huyện Khoái Châu, có vị trí địa lý:
- Phía đông giáp xã Hồng Tiến và xã Đồng Tiến
- hía Tây giáp thị trấn Khoái Châu và các xã Tân Dân, An Vĩ
- Phía Nam giáp xã Việt Hòa và xã Phùng Hưng
- Phía bắc giáp huyện Yên Mỹ.

Xã Dân Tiến có diện tích 4,51 km², dân số năm 2019 là 9.513 người, mật độ dân số đạt 2.109 người/km².

## Hành chính
Xã Dân Tiến được chia thành 5 thôn: Yên Lịch, An Bình, Đào Viên, Mậu Lâm, Vân Trì.

## Lịch sử
Trước đây, Dân Tiến là một xã thuộc huyện Châu Giang cũ.
Ngày 24 tháng 7 năm 1999, Chính phủ ban hành Nghị định số 60/1999/NĐ-CP về việc chuyển xã Dân Tiến thuộc huyện Châu Giang cũ chuyển về huyện Khoái Châu mới tái lập quản lý.

## Kinh tế - xã hội
Dân Tiến là xã có quốc lộ 39 A chạy qua con đường huyết mạch nối Hưng Yên - Hà Nội và có Trường Đại học Sư phạm Kỹ thuật Hưng Yên và Trường Trung học Kinh tế Kỹ thuật Tô Hiệu và Trường Cao đẳng Cơ Điện Và Thủy Lợi đóng trên địa bàn các thôn Yên Lịch, An Bình Và Đào Viên nên ngành dịch vụ những năm gần đây ngày càng phát triển mạnh phục vụ sinh hoạt hằng ngày cho các sinh viên sinh sống và học tập trên địa bàn. Cụm công nghiệp đã hình thành ở nơi này với một số nhà đầu tư như công ty AMECO Hệ thống công nghiệp.

### Giáo dục
- Trường TH Dân Tiến
- Trường THCS Dân Tiến
- Trường Đại học Sư phạm Kỹ thuật Hưng Yên
- Trường Trung học Kinh tế Kỹ thuật Tô Hiệu
- Trường Cao đẳng nghề Cơ điện và Thủy lợi.

## Văn hóa
Làng Đào Viên có đền thờ hoàng hậu Đinh Thị Tỉnh - Đệ nhị cung phi trong hoàng cung nhà Đinh.

## Giao thông
Trên địa bàn Dân Tiến có đường Quốc lộ 39A chạy qua và đường 204, 206.